# Stringozzi

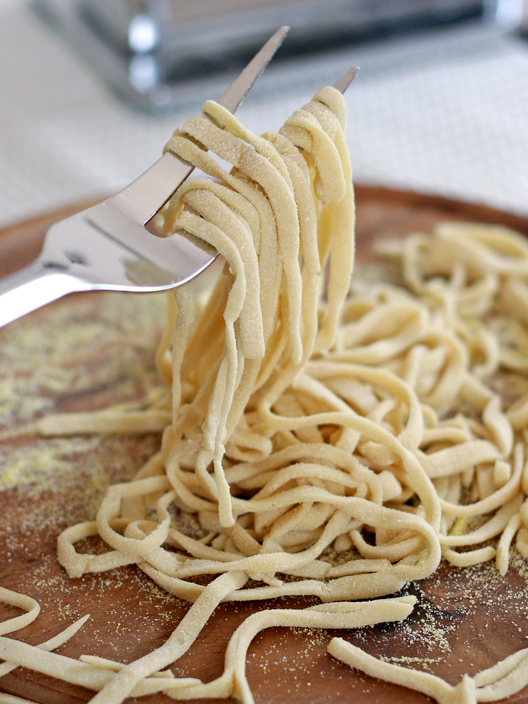
Ungekochte Stringozzi

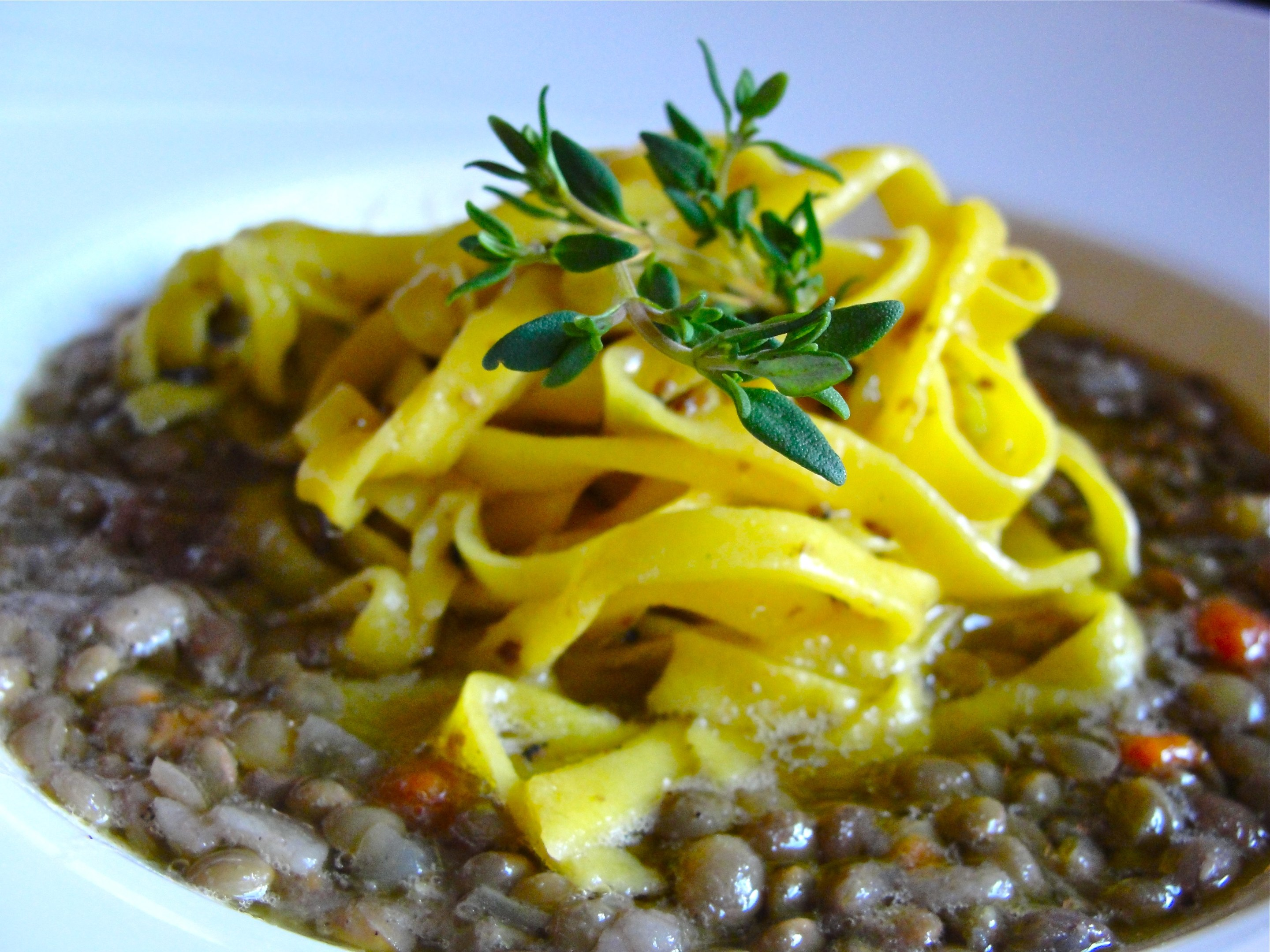
Linsensuppe mit Strangozzi

Stringozzi, in Italien auch Strangozzi, ist eine italienische Nudelart.
Die Stringozzi stammen aus der italienischen Region Umbrien und zählen zu den paste lunghe. Sie sind vergleichsweise dick und weich, zudem etwas abgeflacht und meist unregelmäßig geformt. Ihre genaue Form variiert jedoch je nach Herstellungsverfahren erheblich. Traditionell bestehen sie aus Hartweizengrieß, Weißmehl und Wasser, in neueren Rezepten werden gelegentlich auch Eiweiß, Olivenöl und Salz hinzugefügt. Man verwendet sie überwiegend in Kombination mit eher deftigen Soßen, aber auch mit schwarzen Trüffeln. 
Der Name Stringozzi leitet sich vom italienischen Wort stringhe ab, das sich auf die Form bezieht und auf Deutsch so viel wie Schnürsenkel bedeutet.